# Alexandre-Joseph Legendre
Pour les articles homonymes, voir Legendre.
Alexandre-Joseph Legendre, né le 10 novembre 1782 à Pont-Audemer et mort le 19 mai 1861 à Paris, est un avocat et homme politique français. Il est le grand-père de Maxime Legendre.

## Biographie
Alexandre-Joseph Legendre est le fils de Pierre Jean Legendre et de Rose Madeleine Joseph Martin. Avocat et ami de Dupont de l'Eure, il est élu député du 2e arrondissement électoral de l'Eure (Pont-Audemer) le 29 septembre 1829, en remplacement de Le Voyer d'Argenson, démissionnaire, contre Le Pesant de Bois-Guilbert. Il siège dans l'opposition libérale et signa l'adresse des 221.
Réélu le 12 juillet 1830, par 367 voix (476 votants, 571 inscrits), contre 103 à Levasseur-Dumont, et, le 5 juillet 1831, par 277 voix (394 votants, 484 inscrits), contre 98 à Villemain, il soutient d'abord la monarchie de Juillet, mais ne tarde pas à devenir son adversaire en raison de ses tendances réactionnaires. Combattu par le ministère, aux élections du 21 juin 1834, il échoue dans son arrondissement. Il est élu dans le 6e collège de la Sarthe (Mamers) le 21 mai 1837, en remplacement de Comte, décédé, mais échoue dans ce dernier collège comme à Pont-Audemer, le 4 novembre 1837. Il rentre à nouveau au parlement le 24 septembre 1842, élu dans le 7e collage de l'Eure (Brionne), en remplacement de Dupont de l'Eure qui avait opté pour Évreux ; la recommandation de Dupont put seule le faire triompher de la pression que le gouvernement exerça contre son élection.
Non réélu en 1846, il prononce, en 1847, au banquet de Neubourg, un discours sur « la renaissance de l'esprit public parmi les électeurs », qui fit du bruit. Aussi, lors des événements de février 1848, est-il nommé commissaire du gouvernement dans le département de l'Eure ; il exerce ces fonctions avec dévouement et modération, et est élu, le 23 avril 1848, représentant de l'Eure à l'Assemblée constituante, le 3e sur 11, par 91,264 voix (99,700 votants). Il siège à gauche, fait partie du comité de législation, et vote pour le bannissement de la famille d'Orléans, contre les poursuites contre Louis Blanc (il s'abstient au sujet des poursuites contre Caussidière), pour l'abolition de la peine de mort, contre l'impôt progressif, pour l'amendement Grévy, contre la sanction de la Constitution par le peuple, pour l'ensemble de la Constitution, contre la proposition Rateau, contre l'interdiction des clubs, contre l'expédition de Rome. Non réélu à la Législative, il quitte la vie politique sans cesser de faire de l'opposition au gouvernement du prince Louis-Napoléon Bonaparte, dans le conseil général de l'Eure dont il fit partie jusqu'au coup d'État du 2 décembre 1851.
Marié à Rose Sophie Desmonts, fille de Jean Joseph Desmonts, bourgeois de Paris, percepteur des contributions, et de Françoise Théophile Martin, il est le père d'Alexandre Gustave Legendre (1822-1896), chef de cabinet du garde des Sceaux, conseiller à la Cour de cassation et conseiller général de l'Eure, et le grand-père de Maxime Legendre.

## Sources
- « Alexandre-Joseph Legendre », dans Adolphe Robert et Gaston Cougny, Dictionnaire des parlementaires français, Edgar Bourloton, 1889-1891 [détail de l’édition]
- La Grande Encyclopédie, tome 21, H. Lamirault, 1885